# ファン・フェルナンデス
ファン・フェルナンデス（Juan Fernandez, 1956年12月13日 - ）は、アメリカ合衆国の俳優である。

## 主な出演作品
- 地獄の7人 Uncommon Valor (1983)
- パトカーアダム30 T.J. Hooker (1984)
- 処刑都市 Fear City (1984)
- サルバドル/遥かなる日々 Salvador (1986)
- ヒルストリート・ブルース Hill Street Blues (1987)
- サンダーブラスト 地上最強の戦車 Bullet Proof (1988)
- クロコダイル・ダンディー2 Crocodile Dundee II (1988)
- 特捜刑事マイアミ・バイス Miami Vice (1988)
- 禁じ手 Kinjite: Forbidden Subjects (1989)
- メイド・イン・L.A. L.A. Takedown (1989)
- キャット・チェイサー Cat Chaser (1989)
- テロリストを撃て! A Show of Force (1989)
- アラクノフォビア Arachnophobia (1990)
- リキッド・ドリーム Liquid Dreams  (1991)
- エイセス/大空の誓い Aces: Iron Eagle III  (1992)
- ネイルズ Nails (1992)
- サンドラ・ブロック in アマゾン Fire on the Amazon (1993)
- 怪しき逃亡者 Fugitive Nights: Danger in the Desert (1993)
- ネクロノミカン Necronomicon (1993)
- セインツ&シナーズ/運命のふたり Saints and Sinners (1994)
- 炎のテキサス・レンジャー Walker, Texas Ranger (1995)
- シークエスト Seaquest DSV (1995)
- ザ・デンジャラス/地獄の銃弾 The Dangerous (1995)
- エグゼクティブ・デシジョン Executive Decision (1996)
- マッド・ドッグス Mad Dog Time (1996)
- ビバリーヒルズ高校白書 Beverly Hills, 90210 (1997)
- フェリシティの青春 Felicity (1999)
- 逃亡者 The Fugitive (1999)
- ブルドッグ A Man Apart (2003)
- HELL ヘル In Hell (2003)
- CSI:マイアミ CSI: Miami (2007)
- ワナオトコ The Collector (2009)
- 処刑人ソガの凄まじい人生 La soga (2009)